# Willie Williams
Willie Williams (ur. 12 września 1931, zm. 27 lutego 2019) – amerykański lekkoatleta, sprinter, były rekordzista świata w biegu na 100 metrów.
3 sierpnia 1956 roku podczas zawodów wojskowych w Zachodnim Berlinie pobił 20-letni rekord świata w biegu na 100 m czasem 10,1 bijąc wynik, który należał m.in. do Jesse Owensa. Był członkiem złotej sztafety 4 × 100 metrów z Igrzysk Panamerykańskich rozgrywanych w Meksyku w 1955 roku (Richard, Williams, Thomas, Bennett). Finalista amerykańskich eliminacji do igrzysk olimpijskich z 1952 i 1956 roku. Trzykrotny triumfator zawodów All-American i dwukrotny NCAA na 100 metrów.
Przez 17 lat był trenerem lekkoatletyki na University of Illinois at Urbana-Champaign.